# Kjó
Kjó (京; Hepburn: Kyō; Kiotó, 1976. február 16.  –) japán énekes, dalszövegíró, költő, zenész. A Dir en grey heavy metal együttes énekeseként és dalszövegírójaként lett ismert.

## Élete és pályafutása
Általános iskola felső osztályában kezdte el érdekelni a zene, amikor egy osztálytársa padján meglátta Szakurai Acusi, a Buck-Tick énekesének fényképét. Később felfedezte az X Japan együttest, és különösen nagy hatással volt rá a gitárosuk, hide. Megkérte a szüleit, hogy vásárolják meg neki hide jellegzetes gitártípusát. Megpróbált megtanulni gitározni, majd basszusgitározni, de rájött, hogy ez túl nehéz a számára, és inkább az éneklést választotta.
Több visual kei együttes tagja is volt, 1995 és 1997 között a La:Sadie-ben énekelt. 1997 februárjában hozta létre a Dir en greyt, majd 2013-ban a kísérleti rockzenét játszó Sukekiyót.

## Hangja
Kjó hangfekvése tenor, hangterjedelme több mint négy oktáv. Hangját, énektechnikáját és változatos stílusát több kritikus is elismeri; a death metal hörgésen át az igen magas hangú visításig és akár vadállatias hangok produkálásáig sokféle effektust képes hozzáadni az énekléshez. Képes az emberi hangterjedelem teljesen ellenkező végleteit kifejezni. Zenésztársa,  Die szerint Kjó maga is „egy hangszer”, olyan akár egy gitár vagy egy effektus, és ez nagy inspirációt jelent a számára, fejlődési lehetőséget gitárosként.
Kjó számos alkalommal került kórházba fül-orr-gégészeti problémákkal. Hangszálai gyakran begyulladnak, a 2000-es évek eleje óta a bal fülére részlegesen nem hall. 2012-ben csomókat („nodules”) fedeztek fel a hangszalagjain és diszfóniával diagnosztizálták. Emiatt a Dir en grey kénytelen volt lemondani a márciusban induló Still Reckless turnét. Bár felmerült a műtét lehetősége, végül gyógyszeresen kezelték. 2013 májusában mandulagyulladással került kórházba.

## Könyvei
Kjó több verseskötetet, valamint fényképalbumot jelentetett meg; többek között saját készítésű fényképeit is.
- Dzsigakju, rensó furan sinema (自虐、歛葬腐乱シネマ; Hepburn: Jigyaku, Rensō Furan Shinema?), 2001
- Zenrjaku, ogenki deszu ka, szaihate no csi jori namonaki kimi ni ai o komete (前略、お元気ですか、最果ての地より名も無き君に愛を込めて・・・; Hepburn: Zenryaku, Ogenki Desu ka, Saihate no Chi Yori Namonaki Kimi ni Ai wo Komete... ?), 2004
- Sikkaku (失格; Hepburn: Shikkaku?), 2013 (fényképalbum)
- for the human race, 2013 (fényképalbum)
- „Gaszó no si” dzsókan (「我葬の詩」上巻; Hepburn: "Gasō no Shi" Jōkan?), 2015
- „Gaszó no si” gekan (「我葬の詩」下巻; Hepburn: "Gasō no Shi" Gekan?), 2016
- Aun no Ari (阿吽の蟻?), 2017
- Sikkaku ni (失格弐; Hepburn: Shikkaku Ni?), 2018